# Trametes bresadolae
Trametes bresadolae är en svampart som beskrevs av Ryvarden 1988. Trametes bresadolae ingår i släktet Trametes och familjen Polyporaceae.   Inga underarter finns listade i Catalogue of Life.